# Новотроицкое (Благовещенский район)
В Амурской области в Константиновском районе тоже есть село Новотроицкое.
Новотро́ицкое — село в Благовещенском районе Амурской области России. Административный центр Новотроицкого сельсовета.

## География
Село Новотроицкое расположено на автотрассе областного значения Благовещенск — Свободный.
Расстояние до центра города Благовещенск — около 28 км (на юг).
На восток от села Новотроицкое идёт дорога к селу Белогорье, а на запад — к селу Марково.

## Население
| 2002 | 2010 | 2012 | 2013 | 2014 | 2015 | 2016 |
| ---- | ---- | ---- | ---- | ---- | ---- | ---- |
| 817  | ↗878 | ↘876 | ↗886 | ↗898 | ↘892 | ↗910 |
| 2017 | 2018 |      |      |      |      |      |
| ↗912 | ↘897 |      |      |      |      |      |

## Улицы
| - ул. 70 лет Октября, - ул. Артиллерийская, - ул. Брянская, - ул. Гагарина, | - ул. Зелёная, - ул. Кирова, - ул. Лесная, - ул. Луговая, | - ул. Новая, - ул. Первомайская, - ул. Полевая, - ул. Светлая, | - ул. Свободная, - ул. Степная, - ул. Цветочная, - ул. Юбилейная. |

## Экономика
Сельскохозяйственные предприятия Благовещенского района.